# Arábia (filha de Justino II)
Arábia (em grego: Ἀραβία) foi a única filha registrada do imperador bizantino Justino II (r. 565–578) e sua esposa, a imperatriz Sofia.

## Nome e significado

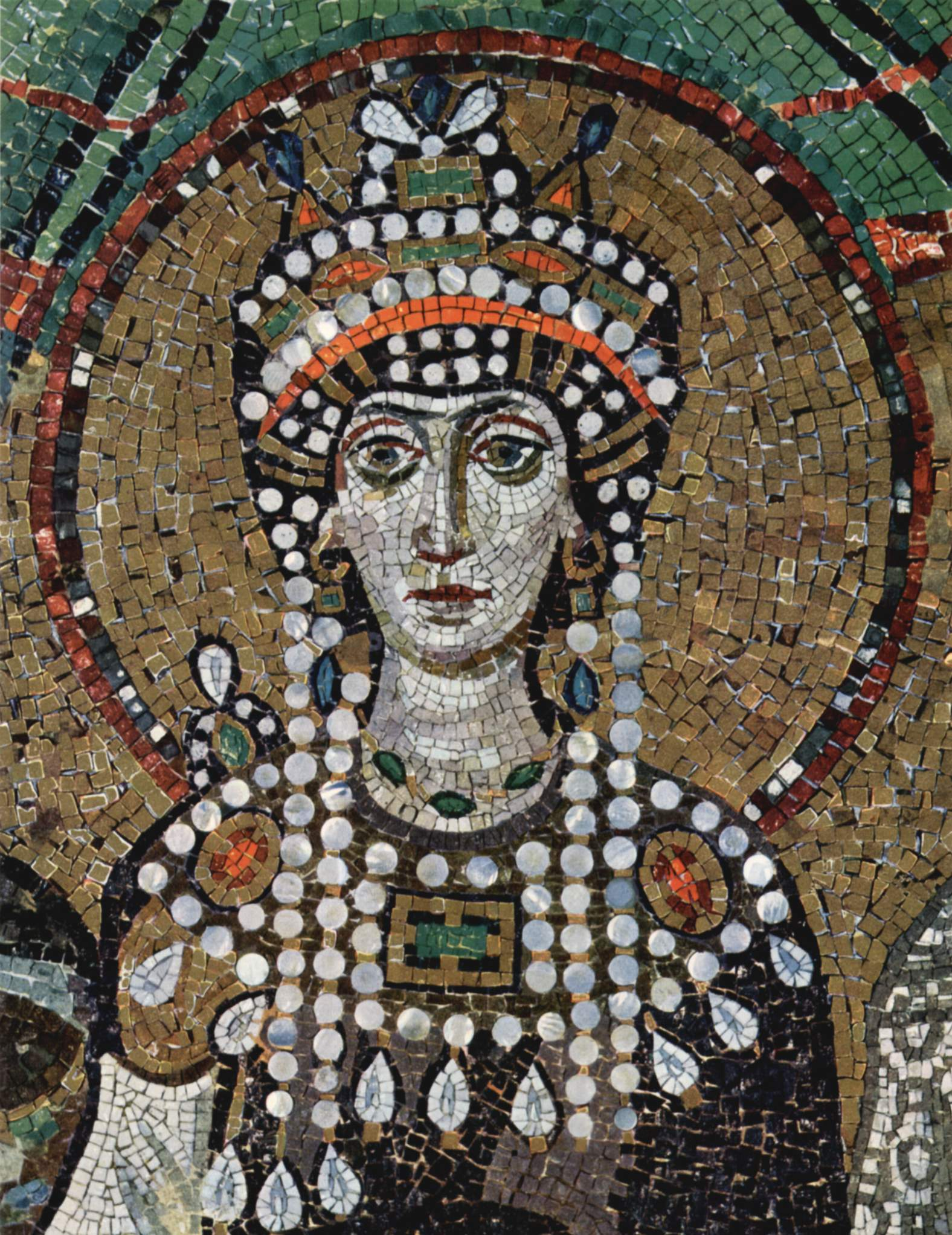
Teodora em detalhe dum mosaico da Basílica de São Vital

Apesar de citada em várias fontes primárias, o nome de Arábia ocorre apenas na Pátria de Constantinopla. Seu nome é geralmente aceito como genuíno, embora Cyril Mango tenha levantado algumas dúvidas em seu trabalho. Shahîd examinou as implicações do nome. Arábia parece ser um nome pessoal único, e parece ser originário da Arábia. O poema In laudem Justini minoris (Em louvor do jovem Justino) de Flávio Crescônio Coripo, uma fonte primária à coroação do pai dela, nota a diferença do nome convencional e respeitável de sua mãe, indicando que soava estranho mesmo para um contemporâneo.
O nome tinha conotações negativas, pois os árabes eram vistos principalmente como bárbaros pelos bizantinos. Nomes similarmente embaraçosos de mulheres da família imperial foram renomeados antes e depois da vida dela, como das imperatrizes Élia Eudócia e Élia Anastácia, cujos nomes originais Atenaïs e Ino tinham conotações pagãs. À época, porém, o Império Bizantino tinha subjugado uma população árabe nas províncias da Diocese do Oriente, uma população que tinha sofrido tanto romanização como cristianização. Assim, "árabe" não se traduzia em "inimigo" ou "invasor". Para os povos hostis de origem árabe, as fontes usam o termo "sarracenos" em seu lugar.
Shahîd especula que o nome pode ter algo a vez com o período de nascimento dela. Coripo nos informa que estava casada quando seu pai ascendeu ao trono em 565. Assumindo que tivesse ao menos 22 anos, Shahîd sugere que o nome poderia ter sido escolhido para agradar sua tia-avó Teodora (m. 548), a esposa de Justiniano (r. 527–565). Teodora foi notória por seu apoio ao monofisismo, enquanto o marido dela foi conhecido por perseguir ativamente esta facção religiosa. Um dos aliados de Teodora e principal apoiante do monofisismo passou a ser o filarco árabe Flávio Aretas (alharite ibne Jabalá) dos gassânidas. Arábia pode ter sido batizada para honra esta aliança, especialmente tendo em conta a adesão de Justino e Sofia ao monofisismo na época.

## Família

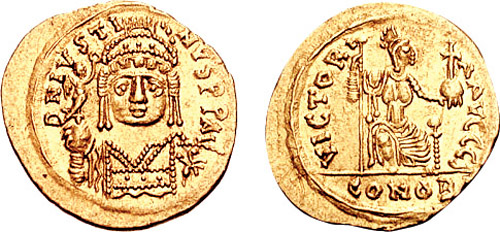
Soldo de r.

Ela casou-se com Baduário, com quem pode ter tido uma filha, Firmina, atestada numa única inscrição datada de 564. O fraseado da inscrição é obscuro, pois contêm a palavra grega que poderia ser "γενημένη" ou "γενόμενη" de Arábia. O termo "γενημένη" significa "nascido de", e formaria a frase "Firmina, filha de Arábia", enquanto "γενόμενη" significa "que se tornou". O acadêmico britânico Cyril Mango apresentou a leitura da frase como "Firmina, que se tornou ama de Arábia".
Arábia é registrada por Coripo em seu poema louvando com sua mãe em 14 de novembro de 565: "No seu santo lado estavam sua bela filha, que podia superar a lua cheia com sua própria luz, igual a sua mãe em altura, tão brilhante em sua aparência, quanto linda com seu rosto de neve. Os olhos dela brilham como os de sua mãe". Foi retratada numa estátua do Milião; outra foi possivelmente colocada no posto de Sofinas.

## Registro religioso
Uma hagiografia de Simeão Estilita, o Moço reivindica que Arábia sofreu de possessão demoníaca durante o reinado de seu pai, e foi curada por um santo.